# Thesaurus Linguae Graecae

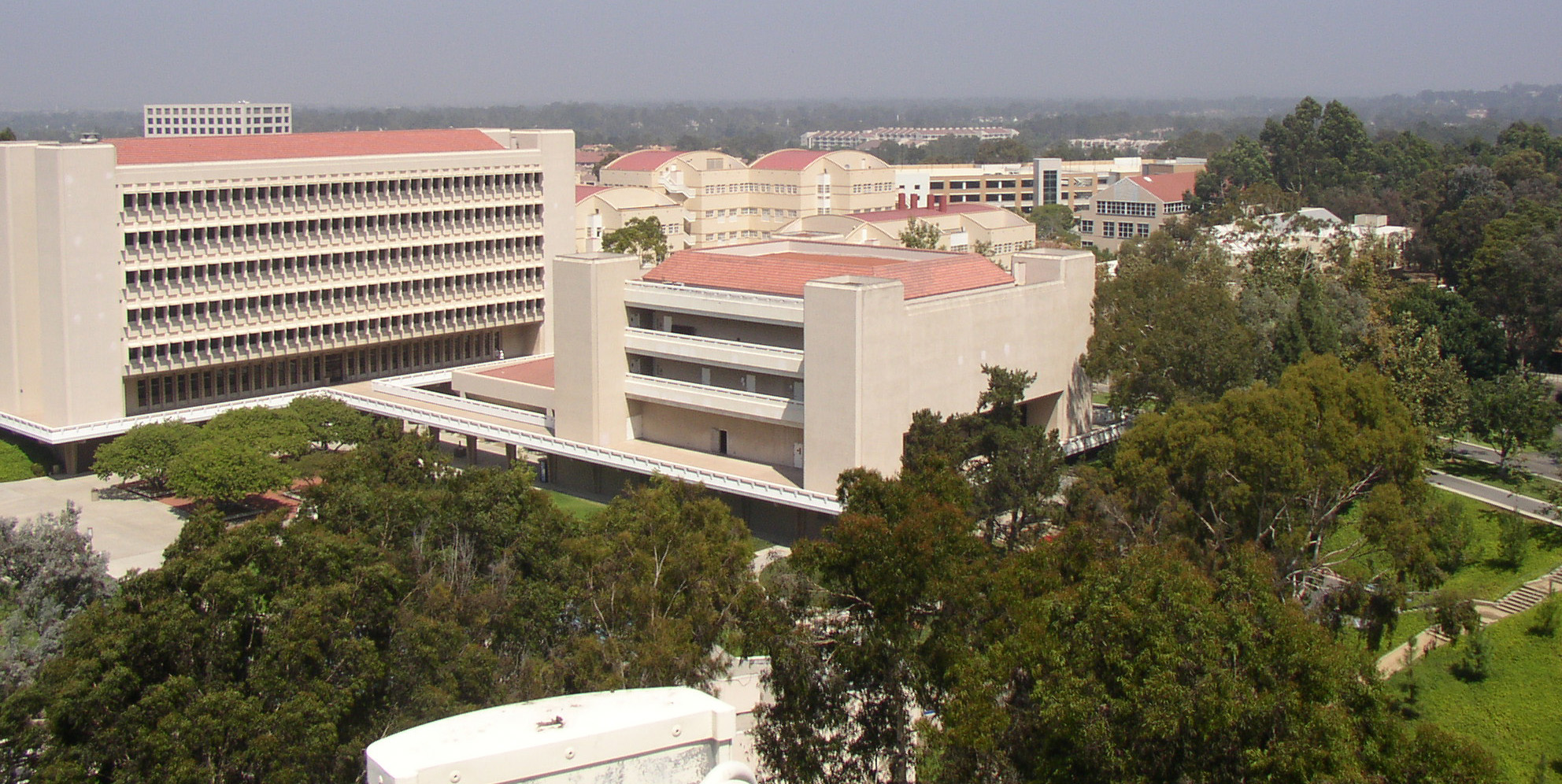
UC Irvine, sede do TLG

O Thesaurus Linguae Graecae (TLG) é um centro de pesquisa na Universidade da Califórnia, em Irvine (UC Irvine), nos Estados Unidos. Fundado em 1972 por Marianne McDonald (uma estudante de graduação na época) com o objetivo de criar uma coleção completa e abrangente de todos os textos escritos em grego da antiguidade até os nossos dias. Desde então, o TLG já coletou e digitalizou a maior parte da literatura grega desde Homero até a queda de Constantinopla (1453 dC).
Theodore Brunner (1934-2008) dirigiu o centro de 1972 até a sua aposentadoria da Universidade em 1998. Maria Pantelia, também uma professora de Clássicos na UC Irvine e dirige o centro desde então.

## Histórico
O desafio desta imensa tarefa foi inicialmente atacado com a ajuda de diversos classicistas e especialistas em tecnologia, mas principalmente graças aos esforços de David Woodley Packard e seu time, criadores do sistema Ibycus, o conjunto de hardware e software utilizados para corrigir e para pesquisar a base do TLG. David Packard também desenvolveu o "Código Beta", uma convenção de codificação de formatos e caracteres utilizada para codificar o grego politônico. A coleção do TLG foi originalmente circulada em CD ROM, com o primeiro lançamento em 1985. As versões seguintes foram lançadas em 1988 e 1992, com o suporte de David Packard.
No final dos anos 90, ficou claro que a velha tecnologia Ibycus estava ultrapassada. Sob a direção da professora Maria Pantelia, vários novos projetos foram realizados, inclusive o desenvolvimento de um novo e moderno sistema para digitalizar, testar e gerenciar a coleção, uma enorme migração do sistema antigo para o atual e um novo CD ROM (TLG E) - lançado em 1999 - e, finalmente, a estréia da coleção na Internet em 2001. Ao mesmo tempo, o TLG trabalhou juntamente com o UTC (Unicode Technical Comittee) para incluir todos os caracteres necessários para codificar e mostrar o grego no padrão Unicode. A coleção se cresceu e continua crescendo significativamente com a inclusão textos bizantinos, medievais e até mesmo em grego moderno. Depois de 2006, os avanços vem sendo na direção da lematização[a] da coleção grega, uma tarefa enorme dada a natureza fortemente flexional da língua grega e a complexidade da coleção, que cobre mais de dois milênios de desenvolvimento literário.
Desde 2001, a coleção do TLG pode ser pesquisada na Internet por usuários membros das instituições assinantes no mundo todo (mais de 1500). Todas as informações bibliográficas e um subconjunto dos textos estão disponíveis para o público em geral.